# Paul Ruoff
Pour les articles homonymes, voir Ruoff.
Paul Ruoff est un arbitre suisse de football des années 1920 et 1930.

## Carrière
Il a officié dans des compétitions majeures : 
- Coupe de Suisse de football 1926-1927 (finale)
- Coupe de Suisse de football 1927-1928 (finale)
- JO 1928 (1 match)
- Coupe de Suisse de football 1931-1932 (finale)